# Palu
Palu là một thành phố trên đảo Sulawesi của Indonesia. Thành phố có cự ly 1.650 km về phía đông bắc Jakarta, tọa độ thành phố là 0°54′N 119°50′Đ / 0,9°N 119,833°Đ. Nó là tỉnh lỵ tỉnh Trung Sulawesi. Thành phố nằm ở cửa sông Palu, tại đầu của một vịnh hẹp và dài. Do nó nằm giữa các rặng núi, khí hậu thường khô. Thành phố Palu có dân số 335.297 người,.

## Lịch sử
Thị xã thuộc Hà Lan cho đến khi Indonesia giành được độc lập sau thế chiến 2. Năm 2005, một vụ động đất 6,2 độ Richter đã xảy ra ở thành phố khiến 1 người thiệt mạng và làm bị thương 4 người khác, tổng cộng có 177 tòa nhà bị phá hủy. Ngày 31 tháng 12 năm 2005, một vụ nổ bom xảy ra trong một chợ lúc 7:35 giờ địa phương khiến 8 người thiệt mạng và 45 người bị thương.
Trận động đất Sulawesi 2018 kết hợp với sóng thần ngày 27/9/2017 khiến 1763 người thiệt mạng.

## Thành phố kết nghĩa
- Semarang, Indonesia
- Tegucigalpa, Honduras